# Abbott (Teksas)
Abbott je grad u američkoj saveznoj državi Teksas. Prema popisu stanovništva iz 2020. u njemu je živjelo 352 stanovnika.

## Povijest
Abbott je osnovan 1871. godine kao stanica za željezničku prugu Missouri – Kansas – Teksas i dobio je ime po Josephu "Jo" Abbottu, koji je u to vrijeme predstavljao to područje u Zastupničkom domu Teksasa. Njegova je populacija dosegla vrhunac od 713 stanovnika 1914. godine, nakon čega je počela opadati.

## Geografija i klima
Abbott se nalazi na autocesti Interstate 35, otprilike 24 milje (oko 39 kilometara) sjeverno od Waca. Prema podacima Ureda za popis stanovništva Sjedinjenih Američkih Država, grad ima ukupnu površinu od 0,6 kvadratnih milja (1,6 km²).
Grad ima umjereno toplu vlažnu klimu s vrućim ljetom (prema Köppenovoj klasifikaciji klime Cfa), sličnu obližnjim gradovima poput Dallasa i Waca.

## Stanovništvo
| broj stanovnika | 713   | 303   | 326   | 264   | 345   | 289   | 375   | 359   | 314   | 321   | 356   | 352   |
|                 | 1910. | 1920. | 1930. | 1940. | 1950. | 1960. | 1970. | 1980. | 1990. | 2000. | 2010. | 2020. |

## Obrazovanje
Grad Abbott opslužuje Nezavisni školski okrug Abbott (Abbott Independent School District) i dom je srednjoškolskog tima Abbott High School Panthers. Godine 2015. u školama ovog okruga bilo je 300 učenika, od predškolskog uzrasta do 12. razreda.